# うたかた (奥華子のアルバム)
『うたかた』は、2010年8月18日に発売された奥華子の5枚目のアルバム。

## 解説
前作『BIRTHDAY』から13ヶ月ぶりのアルバム。前作の後にリリースされたシングル曲2曲とカップリング曲2曲を含む全14曲を収録している。
初回生産盤には、リリース時に各地で開催されるイベントへの参加券が封入されていた。
オリコン週間アルバムチャートでは初登場10位を記録、シングル「初恋」に続いてアルバムチャート初のトップ10入りを果たした。
2010年7月21日から7月28日までニコニコ動画内で「奥華子CMをナレーションしてみたコンテスト」が開催され、8月16日のHEY!HEY!HEY!内のCMで実際に流れた。

## 収録曲
全曲、作詞/作曲：奥華子
1. 泡沫 [4:22]
2. 初恋 [6:09]
10thシングル。
3. フェイク [3:58]
4. 羽 [4:07]
PlayStation Portable用ゲームソフト「テイルズ オブ ファンタジア なりきりダンジョンX」挿入歌。
5. 逢いたいときに逢えない [4:59]
6. トランプ [4:47]
11thシングル（通常盤）のカップリング曲。
7. ガラスの花 [4:32]
11thシングル。「テイルズ オブ ファンタジア なりきりダンジョンX」オープニングテーマ。
8. 木漏れ日の中で [6:16]
9. 虹の見える明日へ [4:11]
10thシングルのカップリング曲。アスナル金山CMソング。
10. 秘密の宝物 [4:53]
11. パズル [5:36]
12. 春夏秋冬 [5:09]
13. 元気でいてね [4:50]
14. rebirth [5:33]
「テイルズ オブ ファンタジア なりきりダンジョンX」エンディングテーマ。

## 演奏
- 奥華子
  - Vocal
  - Piano (#1.2.4.8.9.10)
  - Keyboards (#6.7.10.12.13.14)
  - Arrangement (#6.7.10.11.12.13.14)
  - Programming (#7.12.13)
  - Trumpet (#9)
  - Mixing (#13)
- ha-j
  - Arrangement (#1.5.8)
  - Bass (#1.5)
  - Programming (#1.5.6)
  - Accordion (#5)
- 設楽博臣
  - Guitars (#1.2.4.6-10)
  - Mandolin (#4)
- 佐藤友亮
  - Drums (#1.2.3.4.9.11)
  - Arrangement (#2.3.4.9)
  - Piano (#3)
  - Keyboards (#3.9)
- 安達貴史：Bass (#2.3.4.9)
- 伊藤彩ストリングス：Strings (#2)
- 伊藤彩：Violin (#4)